# UTR
En UTR (untranslated region) är inom molekylärbiologin en av de regioner på mRNA-kedjan som inte translateras till aminosyror. Begreppet syftar på ett av de två områden mot respektive ände av varje mRNA-kedja som inte kodar för aminosyror. Om den återfinns på 5'-sidan kallas den 5'-UTR och om den återfinns på 3'-sidan kallas den 3'-UTR.
UTR:s påverkar bland annat hur länge en mRNA-kedja befinner sig i cytosolen innan den bryts ner. Hur länge mRNA-kedjan befinner sig i cytosolen är direkt avgörande för hur många proteinmolekyler som translateras från mRNA-kedjan under mRNA-kedjans livstid.